# Damien Abad

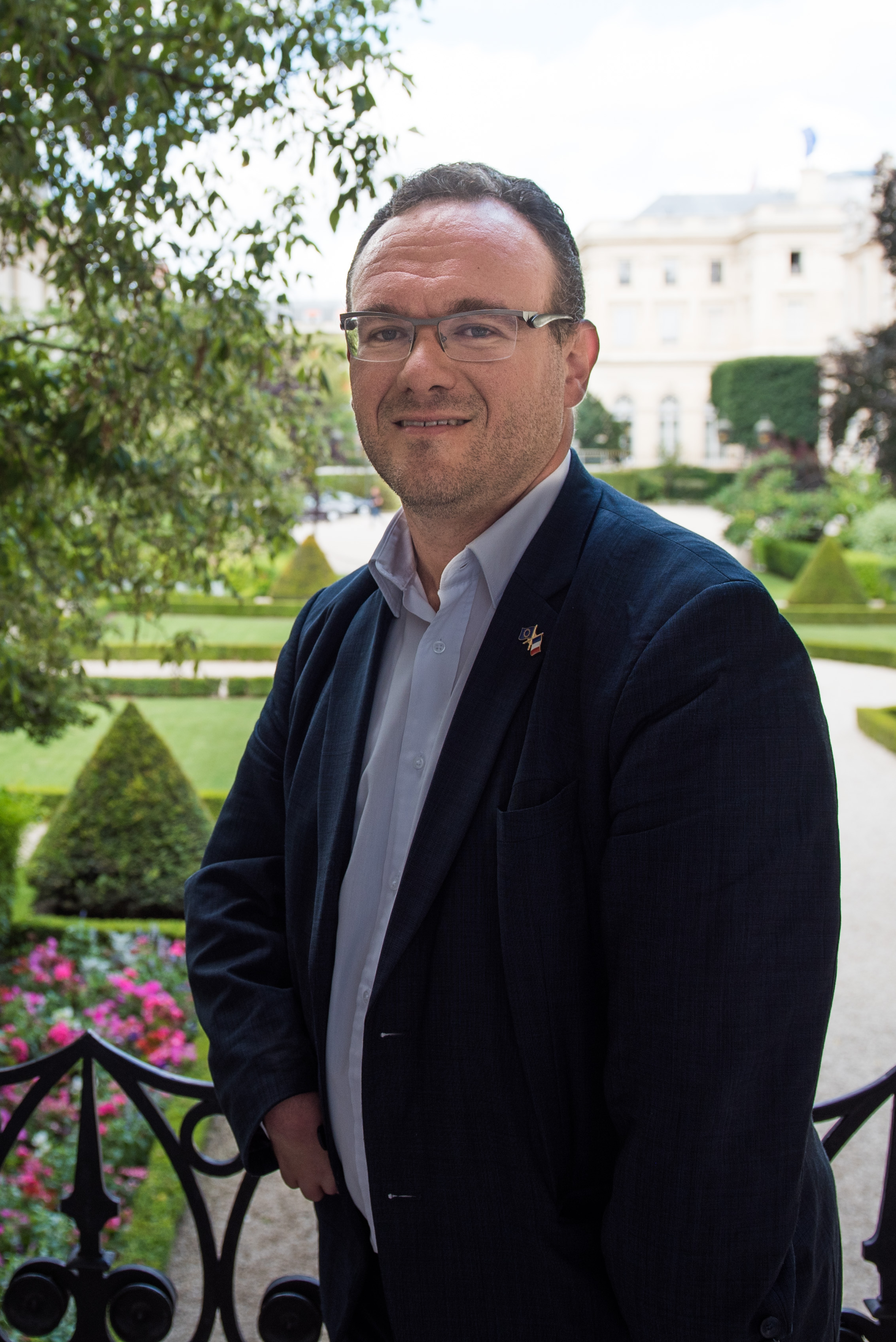
Damien Abad (2017)

Damien Abad (* 5. April 1980 in Nîmes) ist ein französischer Politiker. Er war von Mai 2022 bis Juli 2022 Minister für Solidarität, Autonomie und Menschen mit Behinderungen. Zuvor war er von 2009 bis 2012 Mitglied des Europäischen Parlaments, ab 2012 Abgeordneter in der Nationalversammlung und dort von 2019 bis 2022 Fraktionsvorsitzender von Les Républicains.

## Leben
Damien Abad studierte Finanzwissenschaften am Institut d’études politiques de Bordeaux und war als wissenschaftlicher Mitarbeiter zu Steuer- und Finanzfragen für die liberale UDF-Fraktion in der französischen Nationalversammlung tätig. Nach der Auflösung der UDF 2007 schloss er sich dem Nouveau Centre (NC) an, einer kleinen Partei, die sich aus dem rechten UDF-Flügel bildete und die Kandidatur von Nicolas Sarkozy bei der Präsidentschaftswahl 2007 unterstützte. Bei den französischen Parlamentswahlen 2007 erzielte Abad in seinem Wahlkreis im Département Yvelines 3,17 %, 2008 wurde er in den Stadtrat von Vauvert (Gard) gewählt. Im Mai desselben Jahres wurde er Vorsitzender der NC-Jugendorganisation Jeunes Centristes.

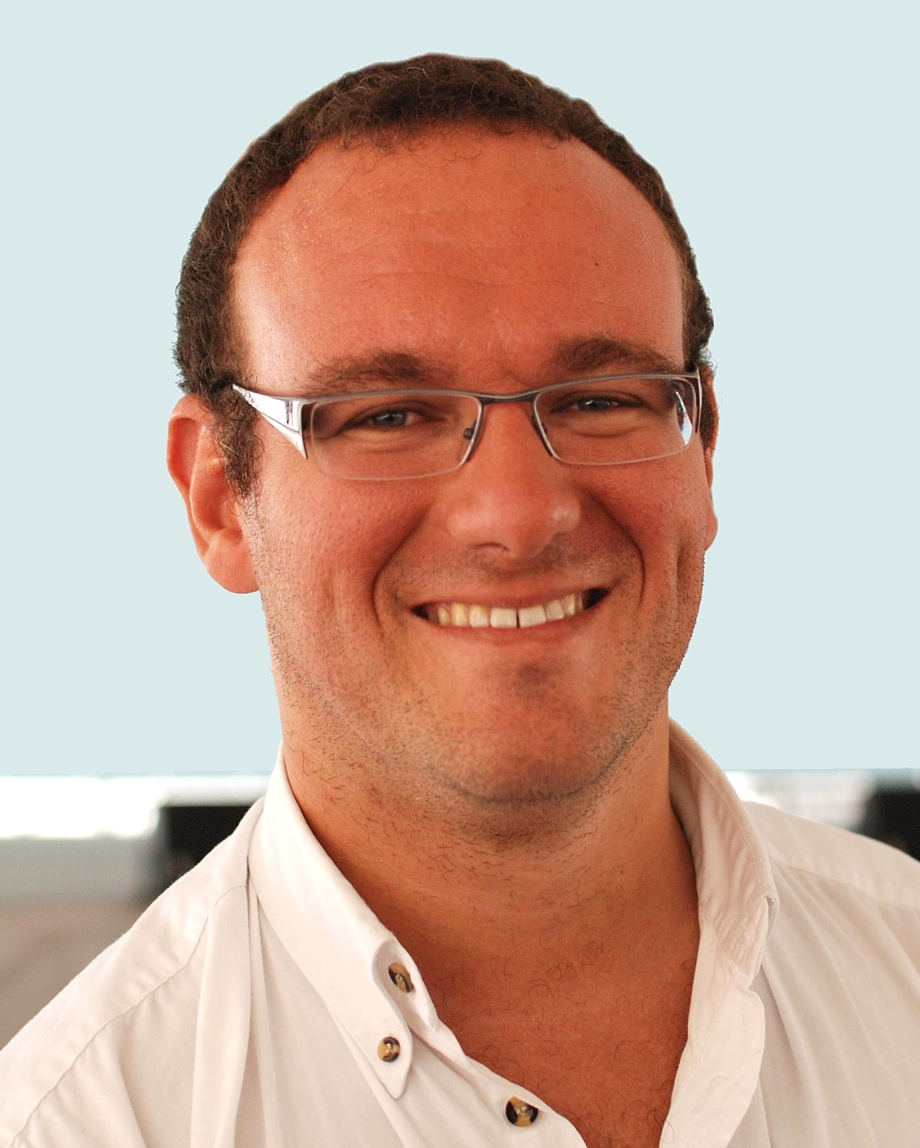
Abad im Jahr 2010

Bei der Europawahl in Frankreich 2009 trat Abad im Wahlkreis Südost-Frankreich auf zweiter Stelle der gemeinsamen Liste von UMP, NC und LGM an und erreichte einen Sitz im Europäischen Parlament, wo er der jüngste französische Abgeordnete wurde. Er schloss sich der Fraktion der Europäischen Volkspartei (Christdemokraten) an und war Mitglied im Haushaltsausschuss. 2010 wurde er zudem in den Regionalrat von Rhône-Alpes gewählt. Im Mai 2012 verließ er das Nouveau Centre und trat der größeren Mitte-rechts-Partei Union pour un mouvement populaire (UMP) bei. Einen Monat später gewann er bei der französischen Parlamentswahl das Direktmandat im fünften Wahlkreis des Départements Ain und zog in die Nationalversammlung ein. Seinen Sitz im EU-Parlament gab er dafür auf.
Als die UMP bei der Départementalwahl in Ain 2015 die Mehrheit errang, übernahm Abad den Vorsitz im Départementrat, den er bis 2017 innehatte. Im Vorfeld der Präsidentschaftswahl 2017 unterstützte Abad zunächst die Kandidatur von Bruno Le Maire. Nachdem sich bei der Vorwahl der Républicains (neuer Name der UMP) aber François Fillon durchgesetzt hatte, wurde Abad dessen Pressesprecher und unterstützte ihn auch nach der Affäre um die Scheinbeschäftigung seiner Ehefrau. Fillon verlor die Präsidentschaftswahl bereits im ersten Wahlgang, Abad wurde aber bei der folgenden Parlamentswahl als Abgeordneter wiedergewählt. Im Dezember 2017 stieg er zum stellvertretenden Vorsitzenden seiner Partei auf, die sich inzwischen in Les Républicains umbenannt hatte. Im November 2019 übernahm er den Fraktionsvorsitz der Républicains, der größten Oppositionsfraktion in der Nationalversammlung.
Nach der Wiederwahl Emmanuel Macrons bei der Präsidentschaftswahl 2022 stellten dessen Partei La République en Marche und deren Verbündeten keinen eigenen Kandidaten in Abads Wahlkreis auf. Am 19. Mai 2022 legte Abad den Fraktionsvorsitz von Les Républicains nieder und erklärte, sich von seiner Partei zu „beurlauben“. Am Tag darauf ernannte ihn Macron zum Minister für Solidarität, Autonomie und Menschen mit Behinderungen im Kabinett Borne. Abad leidet selbst an Arthrogrypose, einer seltenen Krankheit mit angeborener Gelenksteife.
Auf Grund von Vorwürfen der versuchten Vergewaltigung verlor Abad am 4. Juli 2022 bei der Umbesetzung der Regierung Élisabeth Borne sein Ministeramt. Sein Nachfolger wurde Jean-Christophe Combe, der directeur général des französischen Roten Kreuzes.

## Kontroversen

### Vergewaltigungsvorwürfe
Am 21. Mai 2022 – einen Tag nach der Berufung Abads in die Regierung Borne – berichtete das Nachrichtenportal Mediapart über die Vorwürfe zweier Frauen, dass dieser sie 2010 bzw. 2011 vergewaltigt habe, in einem Fall unter Zuhilfenahme von Betäubungsmitteln. Eine der beiden Frauen hatte 2012 erstmals und erneut 2017 Anzeige erstattet. Beide Ermittlungsverfahren wurden seinerzeit ohne Ergebnis eingestellt. In einem auf Mediapart veröffentlichten Schreiben wies Abad alle Vorwürfe zurück und betonte, dass alle seine sexuellen Beziehungen stets auf der Grundlage gegenseitigen Einverständnisses erfolgt seien.
Am 14. Juni 2022 berichtete Mediapart von der Existenz einer dritten Anschuldigung der sexuellen Belästigung durch Abad von Seiten einer zentristischen Abgeordneten. Damien Abad bestritt alle Vorwürfe und wies sie als politisch motiviert zurück. Am 27. Juni 2022 erstattete die Abgeordnete bei der zuständigen Pariser Behörde Anzeige gegen den Minister wegen versuchter Vergewaltigung, die daraufhin ein amtliches Untersuchungsverfahren gegen Abad eröffnet.
Am 4. Juli 2022, dem Tag seiner Ablösung als Minister, erhob im Fernsehsender BFM TV eine weitere Frau gegen Abad den Vorwurf der Vergewaltigung unter Zuhilfenahme von Betäubungsmitteln im Jahr 2013.

### Verwicklung in eine Geheimdienstaffäre
Am 20. Mai 2022 berichtete Libération, dass Damien Abads Name in Polizeiberichten auftaucht, die zwei seiner Freunde betreffen. Die beiden Unternehmer wurden im Zusammenhang mit einer Geheimdienstaffäre von der Polizei überwacht, bei der zwei Agenten des französischen Auslandsgeheimdienstes DGSE die Ermordung eines gewerkschaftlich organisierten Angestellten geplant haben sollen. Abad soll versucht haben, über die Präfektur des  Département Ain Informationen zum Stand der Ermittlungen gegen seine Freunde zu bekommen. Gegenüber Libération betonte Abad, dass er sich lediglich erkundigen, jedoch in keiner Weise in die Ermittlungen einmischen wollte.